# مسجد السمسرة

تعديل مصدري - تعديل

مسجد السمسرة هي إحدى قرى عزلة القارة بمديرية رصد التابعة لمحافظة أبين، بلغ تعداد سكانها 228 نسمة حسب تعداد اليمن لعام 2004.